# Заврзлама (лист)
Заврзлама - недељни хумористично-сатирички лист, излазио је једанпут недељно, сваког четвртка, од 26. априла 1935 (број 1.)  до 1. јуна 1935. године (број 5).

## О часопису
Лист Заврзлама покренуо је у Крагујевцу новинар Милован Р. Пантовић, за кога се сматра да је родоначелник српске жуте штампе. Себе је називао Југословенски Ганди - мученик од народа и за народ. Заврзлама је излазила кад власник има пара, а претплате нема јер нисмо сигурни. Неки бројеви носили су, поред наслова Заврзлама и наднаслов Шумадијска. Објављивали су кратке и бритке козерије, и карикатуре. Последњи број 5. изашао је 1. јуна 1935. године. 

## Тематика листа
Хумор и сатира Заврзламе односили су се на живот обичног човека. Лист је пратио културна, политичка и спортска збивања у Крагујевцу, али је коментарисао и догађаје широм Краљевине Југославије. Измишљене вести које су објављивали биле су духовите и без зле намере, као на пример: Берзански извештаји: опозиција без промена, Јереза скаче, Љотић се не котира. или Говори се да ће при Београдском универзитету бити отворен нарочити курс за садање и будуће претседнике општина..